# Government of Wales Act 1998
Il Government of Wales Act 1998 (c. 38) è un atto del Parlamento del Regno Unito.
Fu approvato nel 1998 dal governo laburista per creare un'Assemblea nazionale per il Galles.
La legge ha portato all'istituzione dell'Assemblea nazionale per il Galles nel 1999, dopo il referendum sulla devoluzione gallese del 1997 che ha approvato la devoluzione.